# الرداء الأخضر
الرداء الأخضر (بالإنجليزية: Greenmantle)‏ هي ثانية روايات شخصية ريتشارد هاناي الخمس بقلم جون بوكان، نشرت لأول مرة في عام 1916 عن طريق دار هودر وستوكتون في لندن. وهي إحدى روايتين من روايات هاناي تدور أحداثها خلال الحرب العالمية الأولى، والأخرى هي السيد ستاندفاست (1919)؛ حيث أن رواية هاناي الأولى والأشهر، الدرجات التسع والثلاثون (1915)، تقع أحداثها في الفترة التي سبقت الحرب.